# Omerville
Omerville ist eine französische Gemeinde mit 325 Einwohnern (Stand 1. Januar 2022) im Département Val-d’Oise in der Region Île-de-France. Die Bewohner nennen sich Omervillois bzw. Omervilloises.

## Geografie
Die Gemeinde Omerville befindet sich circa 50 Kilometer nordwestlich von Paris. Das Gemeindegebiet wird von dem Fluss Aubette durchquert.
Nachbargemeinden von Omerville sind La Chapelle-en-Vexin im Norden, Saint-Gervais im Nordosten, Hodent im Osten, Genainville im Südosten, Chaussy im Süden und Südwesten und Ambleville im Westen.
Zu Omerville gehören auch die Weiler Gerville, Louvières, Le Mesnil, Amiel und Pont d’Hennecourt.
Das Gemeindegebiet gehört zum Regionalen Naturpark Vexin français.

## Geschichte
Funde aus der Vorgeschichte bezeugen eine frühe Besiedlung.

## Bevölkerungsentwicklung
| Jahr      | 1962 | 1968 | 1975 | 1982 | 1990 | 1999 | 2007 | 2019 |
| --------- | ---- | ---- | ---- | ---- | ---- | ---- | ---- | ---- |
| Einwohner | 256  | 207  | 241  | 252  | 280  | 337  | 300  | 323  |

## Sehenswürdigkeiten
- Kirche Saint-Martin[1], erbaut ab dem 11. Jahrhundert (Monument historique)
- Herrenhaus Manoir de Mornay-Villarceaux[2], erbaut im 16. Jahrhundert (Monument historique)
- Friedhofskreuz[3] aus dem 15. Jahrhundert (Monument historique)
- Kommende des Templerordens Commanderie des Templiers[4] (Monument historique)

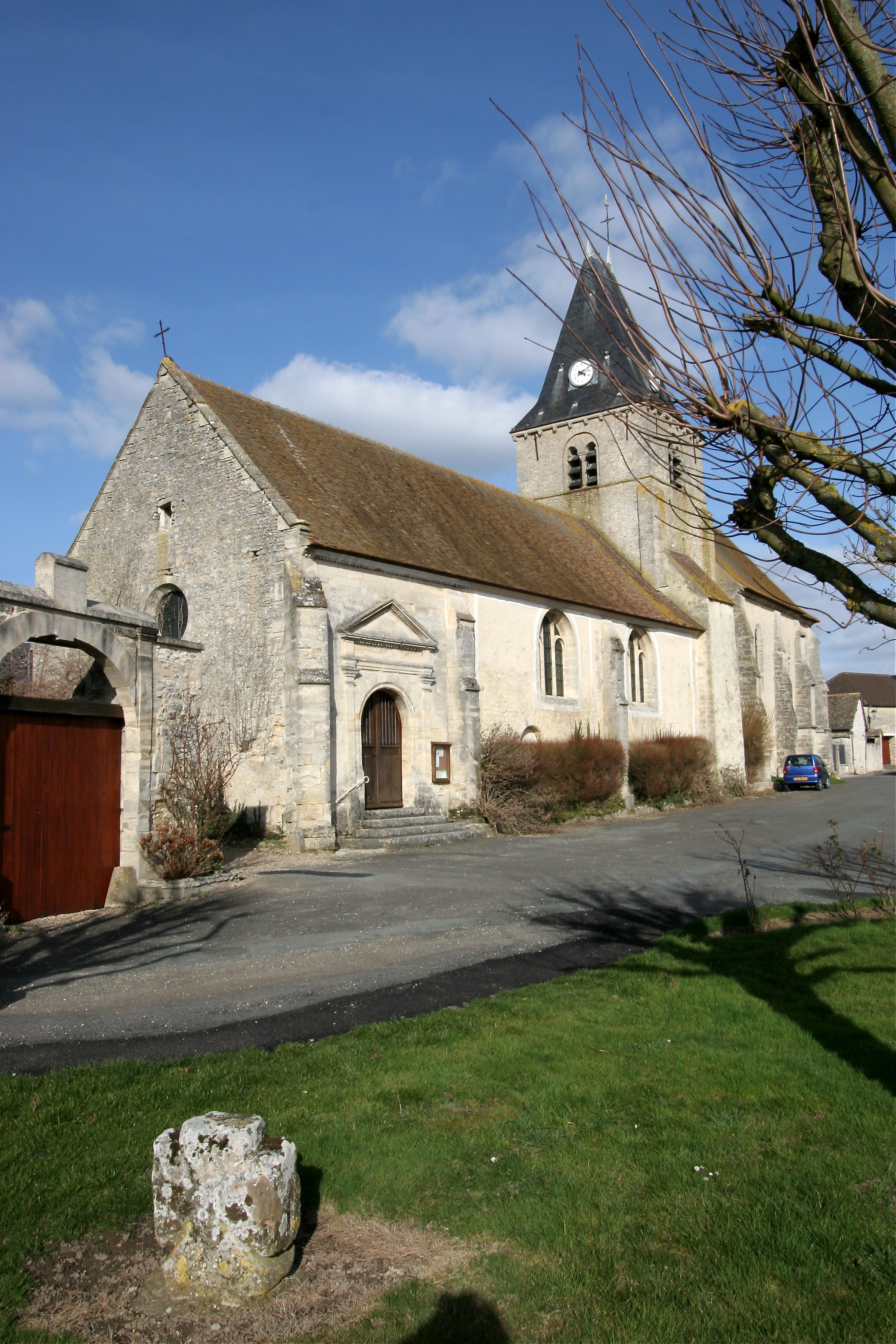
Kirche St-Martin
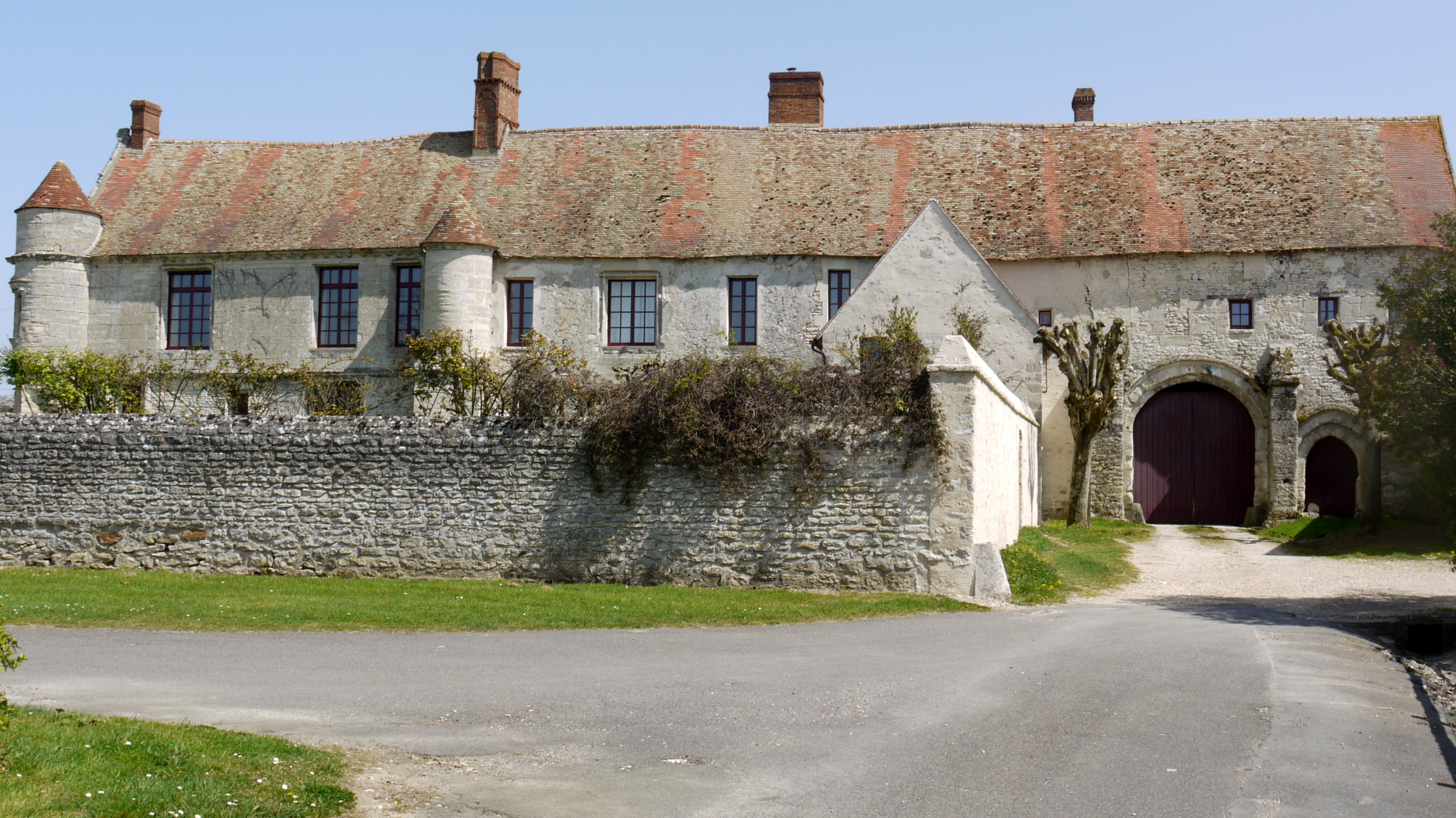
Manoir de Mornay-Villarceaux
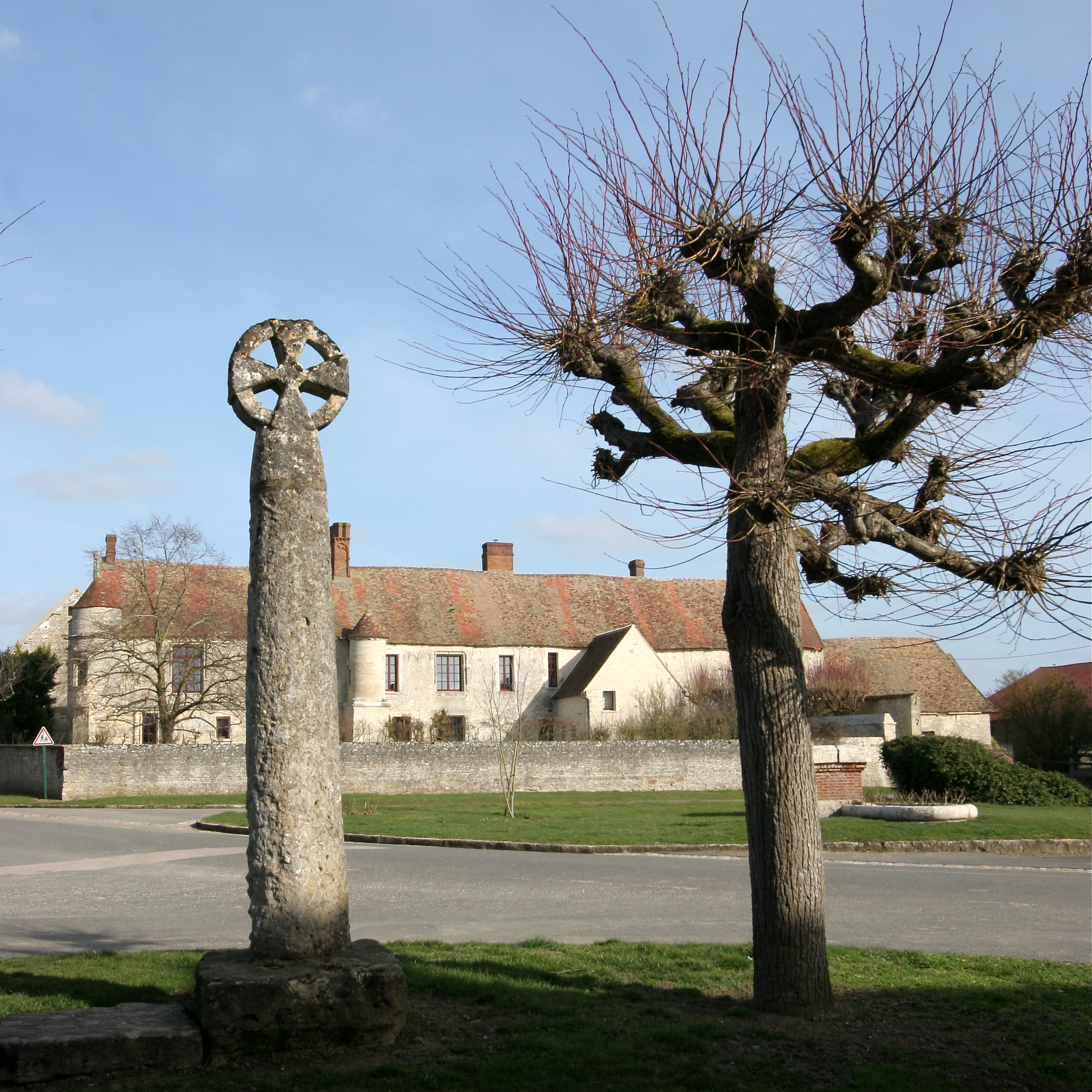
Wegekreuz

## Partnergemeinden
- Llangedwyn, Wales

## Persönlichkeiten
- Antoine Bérault-Bercastel (1720–1794), Autor vieler Werke zur Kirchengeschichte